# Delicpol
Delicpol – przedsiębiorstwo działające w przemyśle cukierniczym.
Przedsiębiorstwo powstało w 1992 roku. Aktualnie zatrudnia blisko pół tysiąca pracowników w dwóch zakładach, wytwarza ponad 190 różnych artykułów. Dysponuje własnym centrum magazynowym i flotą spedycyjną. Oprócz produkcji na rynek polski przedsiębiorstwo zajmuje się eksportem swoich wyrobów do wielu krajów Unii Europejskiej oraz Rosji i USA.
Od jesieni 2017 roku, firma jest własnością banku Goldman Sachs, poprzez jego holenderską spółkę Continental Bakeries.